# Blaesoxipha scheenkoi
Blaesoxipha scheenkoi är en tvåvingeart som beskrevs av Artamonov 1980. Blaesoxipha scheenkoi ingår i släktet Blaesoxipha och familjen köttflugor. Inga underarter finns listade i Catalogue of Life.